# Гейер, Майкл (артист)
Майк Гейер (род. 12 марта 1964 года), больше известный как Большой Майк Гейер (Big Mike Geier) — певец, артист, лидер группы Kingsized, базирующейся в Атланте, штат Джорджия, США. Выступая в костюме персонажа-арлекина Puddles Pity Party, Гейер выкладывает видео на YouTube с 2013 года, в том числе с американским джазовым проектом Postmodern Jukebox Скотта Брэдли.

## Биография
Гейер родился в Филадельфии пятым из семи детей «Большого Оза» и Пег Гейер. Он говорит, что «вырос в доме великанов», а его два брата и четыре сестры выросли как минимум до 6 футов (183 см). Он вырос в Ричмонде, штат Вирджиния. Живёт в Атланте с 1995 года, женат на своем деловом партнере Шеннон Ньютон.
В начале 1990-х Гейер возглавлял гастролирующую группу The Useless Playboys, игравшую в стиле свинг-нуар, прежде чем обосноваться в Атланте в 1995 году.
В сценическом образе Puddles Pity Party Гейер носит характерный белый клоунский костюм. Он поёт баритоном, в основном каверы известных песен. Его персонаж депрессивен и воздерживается от разговоров на сцене или интервью. Puddles Pity Party выступили в 2010 году в туре Aqua Teen Hunger Force.
В 2011 году Гейер регулярно появлялся в баре Manderley в нью-йоркском иммерсивном театральном шоу Sleep No More. В 2012 году он переехал в Сиэтл, чтобы выступать в европейском стиле в водевиллианском кабаре Teatro ZinZanni. В 2013 году выступал на «разогревах» Eels во время их тура по США и Европе.
В октябре 2013 года Гейер разместил на YouTube совместный с Postmodern Jukebox кавер на песню «Royals» певицы Лорд. На 1 января 2019 года видео было просмотрено более 25 миллионов раз. Лорд объявила, что версия Гейера этой песни стала её любимой. Гейер, в образе Puddles, несколько раз сотрудничал с Bradlee на YouTube.
С 2014 года Гейер гастролировал по всему миру, выступая с концертами в США, Великобритании, Бельгии и Австралии. 27 сентября 2014 года режиссёр Гэри Йост снял его живое исполнение песни «Hallelujah» Леонарда Коэна в бальном зале Regency в Сан-Франциско, а затем HuffPost назвал его «Странной разновидностью прекрасного». К августу 2018 года видео на YouTube получило более 6,4 миллиона просмотров.
В 2017 году Гейер в образе Puddles принял участие в 12 -м сезоне реалити-шоу America’s Got Talent. Он прошел в четвертьфинал в Театре Долби, где исполнил свою версию «Royals» и получил «Х» от Саймона Коуэлла. В итоге он выбыл в следующем туре.
В октябре 2017 года Гейер в гриме Puddles появился в рекламе Cartoon Network, анонсирующей новые эпизоды Teen Titans Go! и OK K.O.! Let’s Be Heroes.

## Дискография
- 2015, Top Hat on Fleek, Scott Bradlee’s Postmodern Jukebox: «Mad World» и «Viva la Vida»[20]
- 2016, The Essentials, Scott Bradlee’s Postmodern Jukebox: «Royals»[21]